# Первухин, Михаил Константинович
Михаил Константинович Первухин (1870—1928) — русский прозаик и журналист.

## Биография
Родился 9 (21) сентября 1870 года в Харькове, в семье уездного чиновника межевой канцелярии Константина Павловича Первухина. Брат — художник Константин Первухин (1863—1915).
После окончания реального училища поступил в университет, откуда был исключён по политическим убеждениям. Служил в управлении Курско-Севастопольской железной дороги. Из-за туберкулёза лёгких в 1899 году вынужден был переехать в Ялту, где познакомился с А. П. Чеховым, Л. Н. Толстым, А. И. Куприным. В 1900—1906 годах работал редактором газеты «Крымский курьер». Писал также для газеты «Одесские новости».
В 1906 году был выслан из Крыма за оппозиционные настроения, будучи назван «опасным мятежником». Уехав в Германию, начал работать в Берлине корреспондентом московской газеты «Утро». Через год оказался в Италии, с которой связал свою последующую жизнь. На Капри познакомился с А. М. Горьким и его окружением.
С 1907 года был итальянским корреспондентом «Биржевых ведомостей», «Речи», «Русской мысли» и других изданий.
В конце жизни занимал антикоммунистическую позицию, симпатизировал раннему итальянскому фашизму, в котором видел идеологию национального возрождения и альтернативу большевизму, способ ему противостоять как в России, так и в Италии.
Незадолго до смерти писал В. И. Немировичу-Данченко: «Мы — я и жена — едим раз в день, да и то столько, что и воробья не накормишь. Изо дня в день, из года в год живём надеждой на „близкое“ падение большевиков. А они, канальи, почему-то не хотят „рухаться“»
Скончался от туберкулёза 30 декабря 1928 года в Риме. Похоронен на римском некатолическом кладбище для иностранцев Тестаччо.

## Творчество
Печататься начал с 1890 года.
Помимо своего настоящего имени, писал под псевдонимами Марк Волохов, К. Алазанцев, М. Де-Мар, М. Замятин, Староверов.
В среде русских литераторов рассматривался как «художник чеховской школы, сумевший передать скорбь серенькой жизни» (А. В. Амфитеатров), писатель, которого интересует «судьба тех, кого сносит поток новой жизни, тех, кто догорает, чадит и гаснет» (В. Львов-Рогачевский).
Писал также очерки, публицистику, приключенческую литературу, произведения для детей, фантастику.
Фантастические произведения Первухина написаны в основном в жанре альтернативной истории, одним из основоположников которого он может считаться. В повести «Вторая жизнь Наполеона» (1917) низложенный император бежит с острова Святой Елены и создаёт в Африке новую могущественную империю. В романе «Пугачёв-победитель» (1924) победа крестьянского вожака и воцарение его на троне показано автором как национальное бедствие. Кроме того, перу Первухина принадлежат научно-фантастические романы «Колыбель человечества» (1911) и «Изобретатели» (1924), повесть «В стране полуночи» (1910), несколько фантастических рассказов.
Оставил серию очерков о жизни русской колонии на Капри («У Горького на Капри» (1907) и др.). Каприйские воспоминания послужили основой для книги «Большевики» (итал. «I bolsceviki», 1918), содержащей ряд разоблачительных портретов вождей Октябрьской революции Л. Д. Троцкого, В. И. Ленина, А. В. Луначарского и др. Революционному насилию и разрухе посвящена книга Первухина «Большевистский сфинкс» (итал. «La sfinge bolscevica», 1918). В 1922 году в Берлине вышла его книга «Обломки».
Последний роман Первухина «Жемчужное ожерелье. Из жизни богемы» (1928) носит скандально-порнографический характер в духе русской беллетристики начала века.
Его оккультный роман «Земной бог» остался недописанным.
Занимался переводами — в частности, перевёл с итальянского на русский язык произведения Э. Сальгари и Л. Пиранделло.

## Основные публикации
- Первухин М. К. Обыкновенная история. Повестушка из ялтинской жизни. — Ялта: тип. Н. Р. Лупандиной, 1903. — 42 с.
- Первухин М. К. У самого берега синего моря. Очерки и рассказы. — Ялта: тип. Н. Р. Лупандиной, 1903. — 143 с.
- Волохов М. Рабочий день. — СПб.: Новый мир, 1906. — 63 с.
- Марк Волохов. Положение трудового крестьянства в связи с социализмом. — СПб.: тип. В.Ф. Вешке, 1906.
- Марк Волохов. Русское студенчество. Очерк. — Санкт-Петербург: Г. П. Нарусбек, 1906. — 29 с.
- Марк Волохов. Эмансипация женщин и свободная любовь. — Санкт-Петербург: Г. П. Нарусбек, 1906. — 32 с.
- Марк Волохов. Рабочий день. — Санкт-Петербург: Новый мир, 1906. — 63 с.
- Первухин М. К. ... Догорающие лампы. Сб. рассказов. — СПб.: Обществ. польза, 1909. — 408 с. (Содержание: Догорающие лампы; Свисташкино счастье; Квартирант; На пробу; Полное право; На даче; Дворницкая; Костоедовщина; Они пришли; Вооружённое нападение; Тёмною ночью.)
- Волохов М. Бой на воздушном океане. Рассказ воздухоплавателя. Для детей ст. возраста. — М.: т-во И.Д. Сытина, 1911. — 20 с.
- Волохов М. Конец Линкольна. Рассказ воздухоплавателя / Для детей ст. возраста. — М.: т-во И.Д. Сытина, 1911. — 20 с.
- Волохов М. Кубок Чикаго Рассказ воздухоплавателя / Для детей ст. возраста. — М.: т-во И. Д. Сытина, 1911. — 16 с.
- Волохов М. Через Па-де-Кале. Рассказ воздухоплавателя / Для детей ст. возраста. — М.: т-во И.Д. Сытина, 1911. — 19 с.
- Волохов М. Последний полёт Гей-Люссака. Рассказ воздухоплавателя / Для детей ст. возраста. — М.: т-во И.Д. Сытина, 1911. — 20 с.
- Волохов М. Сокровища Рани-Бакаоли Рассказ воздухоплавателя / Для детей ст. возраста. — М.: т-во И.Д. Сытина, 1911. — 20 с.
- Первухин М. К. Свисташкино счастье. Рассказ. — СПб.: тип. т-ва «Обществ. польза», 1912. — 32 с. — (Избранные произведения русских писателей; N 7).
- Первухин М. К. Свисташкино счастье. Рассказ. — СПб.: тип. т-ва «Обществ. польза», 1912. — 32 с. — (Избранные произведения русских писателей; N 7).
- Perwoukhine M. I bolsceviki. — Bologna: N. Zanichelli, 1918.
- Perwoukhine M. La sfinge bolscevica. — Bologna: N. Zanichelli, 1920.
- Первухин М. Обломки. — Берлин, 1922.
- Первухин М. Пугачёв-Победитель Архивная копия от 24 июня 2021 на Wayback Machine. Ист.-фантаст. роман / С предисл. Сергея Кречетова. Берлин, Медный всадник, 1924
- Первухин М. Изобретатели: Роман в 2-х частях. — Изд-во газеты «Наша речь», 1924.
- Первухин М. Жемчужное ожерелье. Роман из жизни богемы. — Рига: Издание М. Дидковского, 1928. — 192 с.

## Посмертные публикации
- Первухин М. К. Пугачёв-победитель. Роман. — Екатеринбург: Крок-Центр, 1994. — 490 с. — (Иноземье: Альтернатив.история). — ISBN 5857790794.